# قصرش (مقاطعة)
مقاطعة قصرش (بالإسبانية:Cáceres، كاثيـريس) هي مقاطعة إسبانية تقع في غرب الدولة، تقع ضمن حدود منطقة إكستريمادورا.
عاصمتها هي مدينة قصرش، تنقسم المقاطعة إلى 220 بلدية.

## الجغرافيا
تقع مقاطعة قصرش في غرب إسبانيا تحدها من الشمال مقاطعة شلمنقة ومقاطعة آبلة، ومن الجنوب مقاطعة بطليوس، ومن الشرق مقاطعة طليطلة، ومن الغرب البرتغال.
تبلغ مساحة مقاطعة قصرش 19.868 كم².

## الديموغرافيا
يبلغ عدد سكان مقاطعة قصرش 415.446 نسمة عام 2011 (وفقاً للمعهد الوطني للإحصاء الإسباني).
فيما يلي قائمة أكبر البلديات من حيث عدد السكان (بتاريخ 1 يناير 2011):
1. قصرش 95.026 نسمة
2. بلاسينثيا 41.392 نسمة
3. نافالمورال دي لا ماتا 17.386 نسمة
4. قوريا 13.050 نسمة
5. مياخاداس 10.234 نسمة
6. ترجالة 9.623 نسمة
7. تالايويلا 9.283 نسمة
8. موراليخا 7.182 نسمة
9. خارايث دي لا فيرا 6.791 نسمة
10. أرويو دي لا لوث 6.392 نسمة